# Šomođska županija
Šomođska županija (mađ. Somogy megye) je županija u jugozapadnoj Mađarskoj.

## Zemljopisne osobine
Nalazi se u jugozapadnoj Mađarskoj, u regiji Južno Podunavlje (Dél-Dunántúl), uz granicu s Hrvatskom, a njena granica je djelimice prirodna, jer ju čini rijeka Drava na jugu i Blatno jezero na sjeverozapadu.
Susjedne županije su Zalska na zapadu, Tolnanska na istoku i sjeveroistoku, Vesprimska na sjeverozapadu, Bila na krajnjem sjeveroistoku i Baranjska županija na jugoistoku.
Površine je 6036 km². Narjeđe je naseljena županija u Mađarskoj, sa samo 56 stanovnika po četvornom kilometru. 
U Šomođskoj županiji se nalazi 244 naselja u kojima živi 335.237 stanovnika.

## Povijest
U povijesti je postojala istoimena županija (comitatus) u Kraljevini Ugarskoj. Njen teritorij je onda bio nešto veći nego što je danas.

## Zaštićena područja
- Želic, Boronka-melléki Tájvédelmi Körzet, Csokonyavisontski šumski pašnjaci, Bobovečki pašin vrt, Krajevska šuma, Šemudvarsko brdo Kupavár, pusta Látrányi, Barčanska šuma borovice, Zakonsko-tiluško područje, močvarni predjeli jezero Baláta, Nagybereki Fehér-víz[1](jezero Feher kod Nagybereka[2])(močvare s gajevima Nagybereki i Fehérvíz/Buzsák).[3][4]

## Upravna organizacija
Hrvatska imena naselja prema ili

### Mikroregije
U ovoj županiji postoji nekoliko mikroregija, sa sjedištima u Balatonföldváru, Barči, Čurguju, Fonyódu, Kadarkútu, Kapušvaru, Lengyeltótu, Marcalinu, Nagyatádu, Siófoku i Tabi.

### Gradovi sa županijskim pravima
- Kaposvár, Kapuš, Kapušar, Kapušvar (sjedište)

### Gradovi
Poredani su po broju stanovnika prema popisu iz 2001. godine.
| - Siófok (23.460) - Marcalin, Marcaliba, Merceliba (12.575) - Barča (12.343) - Nagyatád (12.065) - Balatonboglár (6076) - Čurguj (5788) - Fonyód (5296) | - Balatonlelle (5002) - Tab (4914) - Nagybajom (3598) - Lengyeltóti (3443) - Kadarkút (2791) - Balatonföldvár (2108) |

### Sela
| - Ádánd - Alsóbogát - Andocs - Bobovec - Bábonymegyer - Bokasovo - Balatonberény - Balatonendréd - Balatonfenyves - Balatonkeresztúr - Balatonmáriafürdő - Balatonőszöd - Balatonszabadi - Balatonszárszó - Balatonszemes - Balatonszentgyörgy - Balatonújlak - Bálványos - Siroslavec - Baté - Bedegkér - Belovar - Beleg - Brežnjica, Breznica - Bodrog - Böhönye - Bojaš - Bojevo - Bonnya - Bosina - Büssü - Budžak - Csákány - Cserénfa - Csömend - Čukuja - Csokonyavisonta - Csoma - Csombárd | - Csurgónagymarton - Darány - Gardonja - Tomašin - Ecseny - Edde - Felsőmocsolád - Fiad - Főnyed - Fonó - Gadács - Gadan - Gálosfa - Gamás - Gigovec - Gölle - Grgetka - Gyugy - Džikeniš - Hács - Hajmás - Aromec - Hadralj - Hencse - Rasinja - Hetes - Hollád - Senđuđ - Hosszúvíz - Igal - Iharos - Berinja - Inke - Išvandin - Jákó - Juta - Kamača - Kánya | - Kapoly - Kaposfő - Kaposgyarmat - Kaposhomok - Kaposkeresztúr - Kaposmérő - Kaposszerdahely - Kaposújlak - Karadin - Dombol, Dombov - Kaszó - Kazsok - Kelevíz - Karčalinj - Kereki - Kitlja - Gospodince - Kisbajom - Kisberény - Kisbárapáti - Kisgyalán - Kiskorpád - Kekič - Komluš, Komloš - Kőröshegy - Kötcse - Kutas - Kára - Lábod - Lad - Lukovišče - Latran - Libickozma - Lulla - Magyaratád - Magyaregres - Mernye - Mesztegnyő | - Mezőcsokonya - Mike - Miklósi - Mosdós - Nágocs - Nagyberki - Nagyberény - Nagycsepely - Nagykorpád - Nagyszakácsi - Nemesdéd - Nemeskisfalud - Nemesvid - Mila - Nyim - Orci - Čeja - Öreglak - Tiluš - Stupan - Otoš, Kunja - Pálmajor - Pamuk - Patalom - Patca - Patosfa - Petrida, Petrica - Pogányszentpéter - Polány - Porrog - Sekral - Supal - Potonja - Pusztakovácsi - Pusztaszemes - Ráksi - Rinyabesenyő - Kovačka | - Krajevo - Vilak - Vunep - Ságvár - Sántos - Sávoly - Šegeš - Sérsekszőlős - Siójut - Som - Somodor - Somogyacsa - Arača, Orač - Somogyaszaló - Somogybabod - Bikežda - Čičovec - Somogydöröcske - Somogyegres - Somogyfajsz - Somogygeszti - Somogyjád - Somogymeggyes - Somogysimonyi - Sempal - Slic - Somogyszob - Somogysámson - Somogysárd - Somogytúr - Dvorišče - Somogyvámos - Šemudvar - Somogyzsitfa - Sobad - Szabás - Szántód - Szegerdő | - Szenna - Szenta - Szentbalázs - Brlobaš - Szentgáloskér - Szenyér - Szilvásszentmárton - Szőkedencs - Szólád - Ćorka - Szorosad - Suljok - Tapsony - Tarany - Táska - Taszár - Teleki - Tengőd - Tikos - Kopan - Torvaj - Novo Selo - Újvárfalva - Várda - Varászló - Vése - Višnja - Visz - Izvar - Verša - Zakon, Žakanj - Zala - Zamárdi - Zics - Zimány - Zselickisfalud - Zselickislak - Zselicszentpál |

## Stanovništvo
Prema popisu 2001., u ovoj je županiji živjelo ukupno 335.237 stanovnika, od čega 317.957 Mađara, 10.360 Roma i Bajaša, 2112 Nijemaca, 1504 Hrvata te 191 Rumunj, 124 Poljaka te ostalih.

## Vanjske poveznice
- (mađarski) Povijest Šomođske županije
- (engleski) Mađarski statistički ured - nacionalni sastav Šomođske županije 2001.